# Giovanni Battista Orsini
Giovanni Battista Orsini († 8 juni 1476) was een Italiaanse edelman die vanaf 4 maart 1467 tot aan zijn dood, de 39ste grootmeester was van de Orde van Sint-Jan van Jeruzalem. Hij volgde Piero Raimondo Zacosta op.
Onder zijn leiding werd in 1470 het fort Feraklos op Rhodos gebouwd, voor een toekomstige inval van de Ottomanen. Hij maakte zelf die aanval niet meer mee, maar die vond plaats tijdens het bewind van zijn opvolger Pierre d'Aubusson.